# Taphrina communis
Taphrina communis  (лат.) — вид грибов рода тафрина (Taphrina) отдела аскомицеты (Ascomycota), паразит сливы (Prunus) (подрод слива). Вызывает деформацию и недоразвитие плодов («кармашки»), может повреждать листья и ветви.

## Описание
Поражённые плоды изгибаются, несколько увеличиваются в размерах, вместо косточек в них образуются полости. Может наблюдаться скручивание листьев и деформация ветвей, «ведьмины мётлы» не образуются.
Мицелий межклеточный, зимующий, сохраняется в почках и тканях ветвей.
Сумчатый слой («гимений») имеет вид мучнистого налёта на поверхности поражённых плодов.
Аски цилиндрические или булавовидные с закруглённой вершиной, размерами 27—83×5—13 мкм, отдельные из них имеют примерно вдвое бо́льшую длину, чем остальные (до 116 мкм). Базальные клетки (см. в статье Тафрина) узкие, размерами 26—56×3—12 мкм.
Аскоспоры почти шаровидные или эллипсоидальные, размерами 4—7×3,5—5,5 мкм.

## Распространение и хозяева
Taphrina communis распространена в Северной Америке от Канады до Мексики, поражает местные виды рода слива (Prunus), типовой хозяин — слива американская (Prunus americana). Предполагают возможное обнаружение этого гриба на американских видах сливы на севере Дальнего Востока.